# Mani di fata
Pour plus de détails, voir Fiche technique et Distribution.
Mani di fata est une comédie italienne réalisée par Steno et sortie en 1983.

## Synopsis
Après un licenciement soudain, l'ingénieur Andrea Ferrini, incapable de trouver un autre emploi, commence à s'occuper des tâches ménagères. Sa femme Franca, au contraire, est une femme de carrière et c'est elle qui semble porter le pantalon.

## Fiche technique
- Titre original italien : Mani di fata[1]
- Réalisation : Steno
- Scénario : Laura Toscano, Franco Marotta, Enrico Vanzina, Steno, Renato Pozzetto
- Photographie : Lamberto Caimi (it)
- Montage : Raimondo Crociani
- Musique : Giancarlo Chiaramello
- Décors : Vincenzo Morozzi
- Production : Luciano Luna, Achille Manzotti (it)
- Société de production : Faso Film
- Pays de production :  Italie
- Langue originale : italien
- Format : couleurs - 35 mm - Son mono
- Genre : comédie
- Durée : 92 minutes
- Dates de sortie : 
  - Italie : 25 octobre 1983

## Distribution
- Renato Pozzetto : Andrea Ferrini
- Eleonora Giorgi : Franca Ferrini
- Maurizio Micheli : Piero Persichetti
- Sylva Koscina : la comtesse Irène
- Felice Andreasi : l'amiral
- Giovanni Frezza : Mariolino Ferrini
- Stefano Mingardo : Manolo
- Eleonora Grippo : Jacqueline
- Elena Roverselli : Nicoletta
- Elena Mazza : Monica, amie de la comtesse
- Andrea Montuschi : le poissonnier
- Guido Spadea : le directeur du collège
- Carla Monti : une acheteuse de la poissonnerie qui parle à Andrea